# Индекс Колман — Лиау
Индекс Колман — Лиау[уточнить] (англ. Coleman–Liau index) — индекс удобочитаемости, который наряду с индексом ARI может использоваться для определения сложности восприятия текста читателем путём аппроксимирования сложности текста к номеру класса в американской системе образования, ученикам которого данный текст будет понятен. Данный индекс был разработан Мэри Колман (Meri Coleman) и Т. Л. Лиау (T. L. Liau).
Формула расчёта индекса Колман — Лиау:
{\displaystyle CLI=0.0588{L}-0.296{S}-15.8}, где
- {\displaystyle L} — среднее количество букв на 100 слов,
- {\displaystyle S} — среднее количество предложений на 100 слов.

Текст с индексом, равным единице, примерно соответствует первому классу американской школы и должен быть понятен детям 6-7 лет, а текст с индексом, равным 12, должен легко восприниматься подростками в возрасте 17-18 лет. Индекс Колман—Лиау основан на количестве символов в словах, а не слогов, и может легко рассчитываться с помощью компьютера.